# Ivan Rakitić
Ivan Rakitić, hrvaški nogometaš, * 10. marec 1988, Rheinfelden.
Velja za enega najboljših hrvaških nogometašev. Igral je kot osrednji ali napadalni vezist kluba La Liga Sevilla. 
Rakitić je svojo poklicno kariero začel v Baslu in z njimi preživel dve sezoni, preden ga je sprejel Schalke 04. Po treh sezonah in pol v Bundesligi ga je januarja 2011 sprejela Sevilla. Dve leti pozneje je bil Rakitić izbran kot kapetan kluba in vodil moštvo za zmago UEFA-ine lige Evrope. Junija 2014 sta Barcelona in Sevilla dosegla dogovor o prestopu Rakitića. V svoji prvi sezoni z Barco je osvojil trojke La Lige, Copa del Rey in Lige prvakov UEFA. Dosegel je prvi gol v finalu lige prvakov leta 2015 in postal prvi igralec, ki je kdaj osvojil ligo prvakov, leto dni po zmagi v ligi Europa, medtem ko je igral za dva kluba. Po nastopu na 310 tekmah in osvojitvi še desetih trofej z Barcelono se je Rakitić leta 2020 vrnil v Sevillo. 
Rakitić, rojen v Švici staršem iz Jugoslavije, je igral za Švico na mladinski ravni, vendar se je odločil, da bo Hrvaško zastopal na višji ravni. Za Hrvaško je igral leta 2007, od takrat pa je državo zastopal na UEFA Euro 2008, 2012 in 2016 ter svetovnem prvenstvu v nogometu 2014 in 2018, ko je prišel v finale slednjega. Septembra 2020 se je upokojil iz nogometa potem, ko je opravil 106 nogometnih nastopov. V času upokojitve je bil četrti najbolj omejeni igralec v zgodovini Hrvaške.

## Uspehi
- UEFA Evropska liga - zmagovalec: 2014
- Švicarski nogometni državni prvak: 2005
- Švicarski pokalni zmagovalec: 2007
- Nemški podprvak: 2010